# TABC-79
TABC-79 (abreviere de la Transportor Amfibiu Blindat de Cercetare model 1979) este un vehicul blindat ușor multirol fabricat în România. Deși este clasificat ca un transportor blindat pentru trupe de către ONU, TABC-79 este folosit de Armata Română ca un autoblindat de cercetare.

## Descriere
TABC-79 are un design similar transportoarelor blindate TAB-71 și TAB-77, fiind o versiune 4×4 derivată din acestea. Vehiculul a fost proiectat la sfârșitul anilor 1980 pentru a suplini lipsa unui vehicul similar autoblindatului BRDM-2 din armata sovietică. TABC-79 folosește unele componente ale transportorului blindat pentru trupe TAB-77. Turela este similară cu cea montată pe transportoarele TAB-71M, TAB-77 și mașina de luptă a vânătorilor de munte MLVM. Armamentul constă într-o mitralieră grea, model KPVT de calibrul 14,5 mm, și o mitralieră jumelată PKT, de calibrul 7,62 mm.
TABC-79 este propulsat de un singur motor turbodiesel Saviem 798.05 N2 care dezvoltă 154 de cai putere. Vehiculul blindat de luptă are tracțiune integrală 4×4 și suspensie de tip bară de torsiune, independentă. Viteza maximă pe șosea este de 85 km/h, iar autonomia este de 700 de kilometri. Vehiculul este amfibiu, fiind propulsat cu viteza maximă de 8 km/h pe apă cu ajutorul unui hidrojet aflat în spatele camerei energetice. Pregătirile înaintea operațiunilor amfibii sunt minime, necesitând verificarea vehiculului, pornirea hidrojetului și ridicarea plăcii spărgătoare de valuri. În partea frontală a vehiculului se află un troliu pentru auto-scoatere.

## Utilizatori
- România - 417 TABC-79 folosite de către forțele terestre și infanteria navală.
- Israel - un singur vehicul a fost achiziționat în 1994 pentru teste.